# Ксенофонт и Марија
Преподобни Ксенофонт и Марија, и синови њихови Јован и Аркадије су били угледни и богати Цариграђани, Ксенофонт и Марија, живљаху животом богоугодним и сву пажњу посвећиваху хришћанском васпитању синова својих. Када им синови порастоше, послаше их на науке у Вирит (Бејрут); но догоди се, да бура потопи лађу. Промислом пак Божјим Јован и Аркадије буду некако спасени и таласима избачени на обалу, али на два разна места, тако да сваки мишљаше за другога да је потонуо. Из туге један за другим они се оба замонаше у два разна манастира. После две године ожалошћени њихови родитељи дођу у Јерусалим на поклоњење светињама. Тамо помоћу прозорљивости једнога духовника састану се најпре брат с братом, а потом и родитељи с децом својом. Из благодарности према Богу Ксенофонт и Марија раздаду све своје имање сиромасима, а они се обоје замонаше. Дирљива историја ове четири свете душе јасно показује како Господ дивно руководи судбом оних, који у Њега верују; како попушта на њих муку и жалост, да би их после, још већма ојачане у вери, увео у што већу радост. Умрли су у V веку.
Српска православна црква слави их 26. јануара по црквеном, а 8. фебруара по грегоријанском календару.